# Gawriił Trojepolski
Gawriił Nikołajewicz Trojepolski (ros. Гавриил Николаевич Троепольский, ur. 16 listopada?/29 listopada 1905 we wsi Nowo-Spasskoje na Jełani, gubernia tambowska, obecnie Nowospasowka w obwodzie woroneskim, zm. 30 czerwca 1995 w Woroneżu) – radziecki i rosyjski prozaik, publicysta, satyryk i dramaturg. Zadebiutował w 1937 roku opowiadaniem Dieduszka. Jego główną domeną była proza o tematyce wiejskiej, satyryczne szkice oraz reportaże. Rozgłos zyskał dzięki lirycznej powieści Biały Bim Czarne Ucho. Laureat Nagrody Państwowej ZSRR z 1975 roku.

## Wybrana twórczość

### Zbiory reportaży
- Iz zapisok agronoma (1954),
- Nad stromym jarem (1954, wyd. polskie 1955)
- W szuwarach (1961, wyd. polskie 1966)

### Powieści
- Kariera Karluka (1958, wyd, polskie 1960)
- Czernoziom (tom 1-2, 1958-1961)
- Biały Bim Czarne Ucho (1971, wyd. polskie 1976)

### Sztuki teatralne
- Postojalcy (1971)